# Ancelle del Santissimo Sacramento

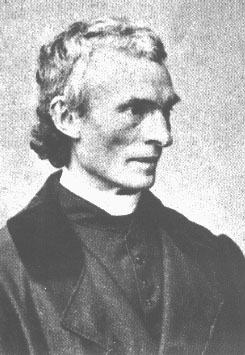
Pier Giuliano Eymard, fondatore della congregazione

Le Ancelle del Santissimo Sacramento (in francese Servantes du Très-Saint-Sacrement) sono un istituto religioso femminile di diritto pontificio: le suore di questa congregazione, dette Sacramentine, pospongono al loro nome la sigla S.S.S.

## Storia
La congregazione venne fondata a Parigi il 25 maggio 1858 da Pier Giuliano Eymard (1811-1868) insieme a Marguerite Guillot (1815-1885) come ramo femminile dell'istituto dei Sacerdoti del Santissimo Sacramento, per la preparazione dei fanciulli alla prima Comunione.
Venne approvata nel giugno del 1858 dal cardinale Morlot, arcivescovo di Parigi; ricevette l'approvazione definitiva da papa Pio IX il 21 luglio 1871 e l'8 maggio 1885 papa Leone XIII ne approvò le costituzioni.
Padre Eymard, beatificato nel 1925 da papa Pio XI, fu proclamato santo da papa Giovanni XXIII il 9 dicembre 1962.

## Attività e diffusione

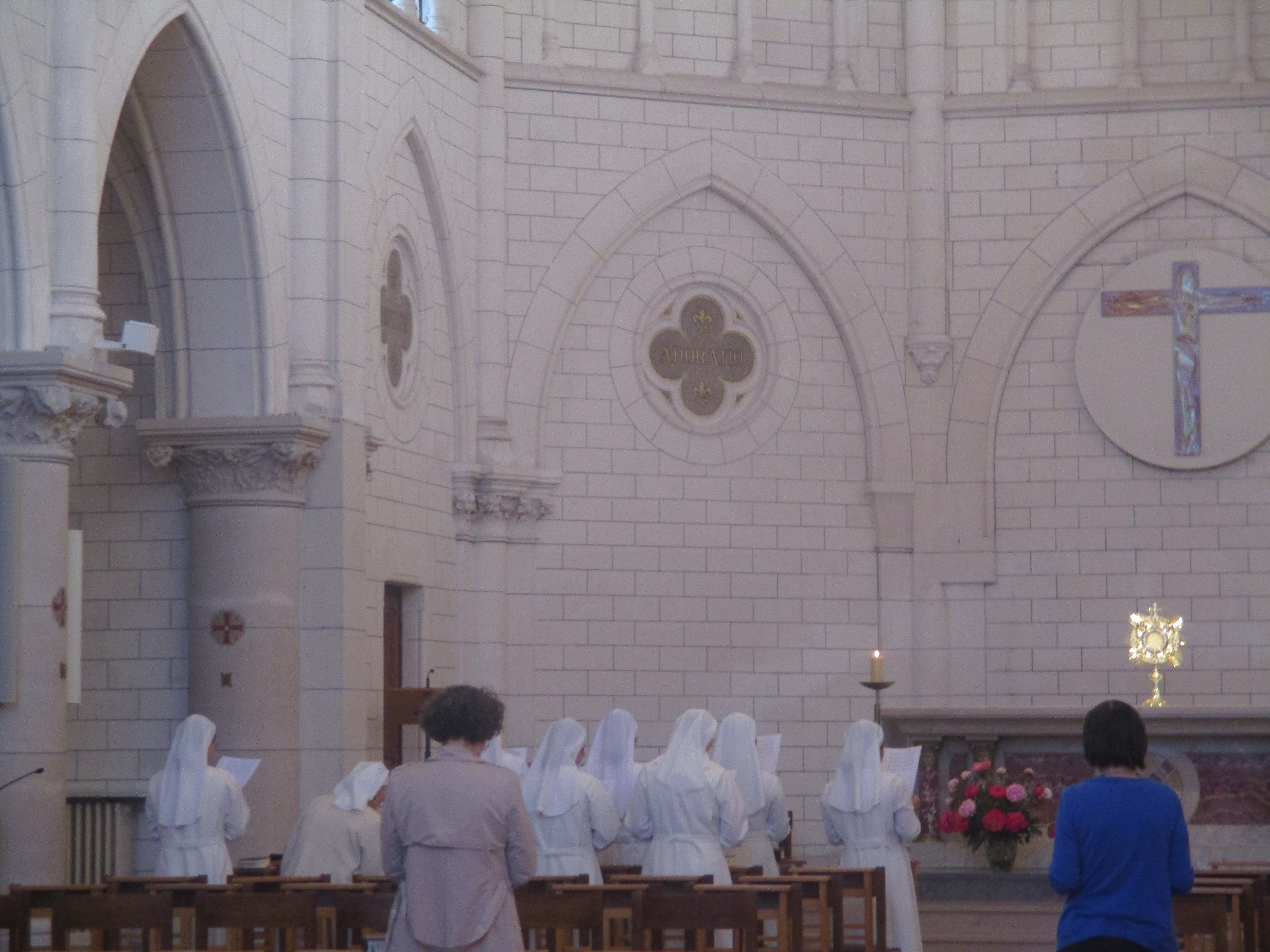
Ancelle del Santissimo Sacramento nel loro capella di Parigi.

Le Ancelle del Santissimo Sacramento si dedicano all'adorazione perpetua del Santissimo Sacramento esposto, alla propagazione della devozione eucaristica e alla catechesi.
Sono presenti in Europa (Francia, Italia, Paesi Bassi), nelle Americhe (Brasile, Canada, Stati Uniti d'America), in Asia (Filippine, Vietnam), in Australia e in Repubblica del Congo; la sede generalizia è a Sherbrooke, in Canada.
Al 31 dicembre 2008 l'istituto contava 308 religiose in 28 case.